# Bicentenario de la Independencia de Uruguay
Denominado oficialmente Bicentenario de la Declaratoria de Independencia, conmemora los 200 años de la Declaratoria de la Independencia de Uruguay el 25 de agosto de 1825. Corresponde al año 2025, declarado como tal por el decreto del Poder Ejecutivo Nº 29/024
Para su celebración fue creado un Comité Ejecutivo con el propósito de promover el calendario de actos y conmemoraciones, proyectos y eventos artístico-culturales, concursos y premios nacionales en distintos ámbitos artísticos, competencias deportivas, actividades educativas y toda otra actividad que entienda pertinente.

## Declaratoria de la Independencia de Uruguay
La Declaratoria de la Independencia se refiere al acto realizado el 25 de agosto de 1825 por el Congreso de la Florida, integrado por representantes de los cabildos de los pueblos de la Provincia Oriental. Por medio de este, la Provincia Oriental proclamaba su independencia del Imperio del Brasil y se declaraba parte de las Provincias Unidas del Río de la Plata "a las que siempre perteneció por los vínculos más sagrados que el mundo conoce"; por lo mismo, no se trató de una declaración de independencia de una nación autónoma, aunque expresaba su soberanía.
Las deliberaciones tuvieron lugar en el paraje conocido como Piedra Alta, próximo a la ciudad de Florida (Uruguay), a 98 km de la actual capital (Montevideo). Esta declaración también es conocida como «de la Florida» o «de la Piedra Alta». Sus tres leyes reciben asimismo el nombre de «Leyes de la Florida» o «Leyes fundamentales de 1825».
Fue la continuación del proceso histórico iniciado con el desembarco de la cruzada libertadora el 19 de abril de 1825, conocido como desembarco de los Treinta y Tres Orientales, comandados por Juan Antonio Lavalleja, y uno de los puntos álgidos del proceso independentista oriental que culminó en la Jura de la Constitución en 1830.
El 25 de agosto de 1825 se declararon tres leyes:
- Ley de Independencia: con respecto al Imperio del Brasil, Portugal y cualquier otro poder extranjero.
- Ley de Unión: de la Provincia Oriental a las otras Provincias Unidas del Río de la Plata.
- Ley de Pabellón: que estableció como pabellón de la Provincia Oriental la tricolor: «azul, blanca y roja» hasta tanto las demás provincias aceptaran la incorporación de la Provincia Oriental, momento a partir del cual se utilizaría la bandera de las Provincias Unidas del Río de la Plata.

## Preparativos de los festejos
Lo primero que realizó fue la convocatoria durante junio del 2024 de un concurso para la creación del logo del Bicentenario. Se presentaron 74 participantes. Y el jurado fue integrado por un representante del gobierno departamental, de la Cámara de Diseño del Uruguay, la UTU de Florida en su carrera de diseño gráfico, el Ministerio de Educación y Cultura y la Comisión del Bicentenario. La ganadora fue la propuesta de Diego Veirano.
Posteriormente se abrió un concurso para la realización de una obra de remodelación del Predio Histórico de Florida, el lugar donde se encontraba la casa en la cual se reunió el Congreso de la Florida, quien proclamaría la Independencia en 1825. Se prevé que marco de los festejos del 25 de agosto será inaugurado.
Guillermo Montaño, integrante de la Comisión del Bicentenario anunció que las celebraciones del Bicentenario van a conmemorar cuatro importantes fechas:
- La instalación del Gobierno Provisorio el 14 de junio de 1825
- La declaratoria de la Independencia Nacional el 25 de agosto de 1825
- La aprobación de la Ley De Vientres el 7 de septiembre de 1825
- La Batalla de Sarandí 12 de octubre de 1825[7]